# Lady och Lufsen
Lady och Lufsen (engelska: Lady and the Tramp) är en amerikansk animerad film från 1955, producerad av Walt Disney Productions och delvis baserad på novellen Happy Dan, the whistling dog av Ward Greene. Avsnittet från Tonys restaurang, där sången Bella Notte sjungs, sänds i Sveriges Televisions julaftonsrepertoar. Uppföljaren Lady och Lufsen II: Ludde på äventyr kom 2001.
År 2023 valdes filmen ut för att bevaras i National Film Registry av USA:s kongressbibliotek då den anses vara ”kulturellt, historiskt eller estetiskt betydelsefull”.

## Handling
Året är 1909. Lady är en ung och väluppfostrad cocker spaniel som lever lyckligt med sina ägare i ett fint hus. Lady är van vid att få mycket uppmärksamhet från sin husse och matte och blir orolig när de börjar bete sig annorlunda. Någonting har blivit viktigare och hon vet inte vad. Hon förklarar situationen för sina två hundvänner Jock och Trofast. De talar om för henne att det inte finns något att oroa sig för, Ladys matte väntar nämligen en baby! Men för en liten hund som Lady är det inte lätt att veta vad en baby är.
Lufsen är en busig gathund som älskar att leva i det fria, men han är ständigt jagad av hundfångaren. I en flykt från honom hamnar han i det Lufsen kallar "snobbkvarter". Han traskar in i Ladys trädgård och hör vad Lady och hennes vänner pratar om. Han berättar för Lady vad han menar att en baby är för något och Ladys oro kommer tillbaka.
Tiden går och så plötsligt har babyn kommit. Försiktigt tassar Lady fram för att se vad det är för något som matte och husse håller så kärt. Hon gillar det hon ser och blir därmed vakthund, enligt henne själv.
Senare när matte och husse ska resa bort några dagar kommer tant Sara för att sitta barnvakt. Med sig har hon sina busiga katter, som lurar Lady i knipa. Lady beläggs med munkorg och blir så skrämd över vad som hamnat på hennes nos att hon rymmer från djuraffären. Hon hamnar i fula avkrokar och då kommer Lufsen till hennes räddning. Han hjälper också finurligt Lady att bli kvitt munkorgen varpå de strövar tillsammans på gatorna. Lufsen bjuder ut Lady på romantisk middag hos Tony, därefter blir Lady och Lufsen kära.

## Rollista (i urval)
Två svenska dubbningar har gjorts av filmen, en originaldubbning från 1955 och en nydubbning från 1989. I Kalle Anka och hans vänner önskar God Jul som sänds varje julafton i SVT används klipp från den första dubbningen.
| Figur               | Engelsk röst    | Svensk röst (1955)  | Svensk röst (1989)  |
| ------------------- | --------------- | ------------------- | ------------------- |
| Lady                | Barbara Luddy   | Asta Bolin          | Suzanne Reuter      |
| Lufsen              | Larry Roberts   | Jan Malmsjö         | Pontus Gustafsson   |
| Tony (tal)          | George Givot    | Ivar Wahlgren       | Loa Falkman         |
| Tony (sång)         | George Givot    | Carl-Erik Thambert  | Loa Falkman         |
| Tony (sång)         | Bob Hamlin      | Carl-Erik Thambert  | Loa Falkman         |
| Joe (tal)           | Bill Thompson   | Måns Westfelt       | Sven Erik Vikström  |
| Joe (sång)          | Bill Thompson   | Eskil Eckert-Lundin | Sven Erik Vikström  |
| Jock                | Bill Thompson   | Hans Strååt         | Nils Eklund         |
| Trofast             | Bill Baucom     | Olof Thunberg       | Olof Thunberg       |
| Jim/Husse           | Lee Millar      | Gösta Prüzelius     | Jonas Bergström     |
| Malin/Matte (tal)   | Peggy Lee       | Ingrid Almquist     | Gunnel Fred         |
| Malin/Matte (sång)  | Peggy Lee       | Helen Jonsson       | Lena Ericsson       |
| Faster Sara         | Verna Felton    | Margit Andelius     | Margreth Weivers    |
| Si                  | Peggy Lee       | Margareta Rosenblom | Lena Ericsson       |
| Am                  | Peggy Lee       | Ulla Rosenblom      | Annika Metzä        |
| Peggy               | Peggy Lee       | Annalisa Ericson    | Ann-Kristin Hedmark |
| Bävern              | Stan Freberg    | Karl Erik Flens     | Hans Lindgren       |
| Bull                | Bill Thompson   | Torsten Lilliecrona | John Harryson       |
| Tuffy               | Dallas McKennon | Gunnar Hellström    | Robert Sjöblom      |
| Boris               | Alan Reed       | Olof Thunberg       | Jan Nygren          |
| Pedro               | Dallas McKennon | Gardar Sahlberg     | Sven-Erik Vikström  |
| Taxi                | Bill Thompson   | Göthe Grefbo        | Sven-Erik Vikström  |
| Hundfångaren        | Lee Millar      |                     | Jan Sjödin          |
| Doktorn             |                 | Gunnar Hellström    | Jan Sjödin          |
| Djuraffärsexpediten | Jerry Mann      |                     | Jan Sjödin          |
| Poliskonstapel      | Bill Thompson   |                     | Jan Nygren          |

## Animatörer
| - Les Clark - Ollie Johnston - Milt Kahl - Hal King - Eric Larson - John Lounsbery - Wolfgang Reitherman - Frank Thomas | - Edwin Aardal - Hal Ambro - Jack Campbell - Bob Carlson - Eric Cleworth - Hugh Fraser - John Freeman | - Jerry Hathcock - George Kreisl - Don Lusk - George Nicholas - Cliff Nordberg - Ken O'Brien - John Sibley - Harvey Toombs - Marvin Woodward | - Dick Anthony - Claude Coats - Al Dempster - Eyvind Earle - Ray Huffine - Ralph Hulett - Brice Mack - Jimi Trout - Thelma Witmer | - Ken Anderson - William Bosche - Collin Campbell - Tom Codrick - Don Griffith - Victor Haboush - Hugh Hennesy - Lance Nolley - Kendall O'Connor - Thor Putnam - Jacques Rupp - McLaren Stewart - Al Zinnen |

## Övriga medverkande (i urval)
- Klippning: Donald Halliday
- Specialeffekter: Ub Iwerks, Dan MacManus, George Rowley
- Vokalarrangemang: John Rarig
- Orkesterarrangemang: Sidney Fine, Edward H. Plumb
- Musikredigering: Evelyn Kennedy

## Om filmen
Joe Grant skrev och tecknade de första utkasten till filmen under 1930-talet.
Från början var det tänkt att Trofast skulle dö i slutet då han stoppar hundfångarens kärra, men när Walt Disney fick se slutet blev han chockad. Detta var anledningen till att man får se honom (Trofast) med skadat ben i samband med julscenen precis före slutet.

## Sånger
| Originaltitel        | Svensk titel                 |
| -------------------- | ---------------------------- |
| Peace on Earth       | svensk titel saknas          |
| What Is a Baby?      | Vad är en baby?              |
| La La Lu             | La La Lo                     |
| The Siamese Cat Song | Siameskatternas sång         |
| Bella Notte          | Bella Notte                  |
| He's a Tramp         | Peggys sång ("Han är fräck") |

## Svenska premiärer
- 19 december 1955 - Svensk biopremiär på biografen China[8]
- 10 december 1966 - Nypremiär på bio[9]
- 29 november 1975 - Nypremiär på bio[10]
- 1 december 1984 - Nypremiär på bio[11]
- 24 februari 1989 - Nypremiär på bio med nytt dialogspår[12][13]
- februari 1990 - Köpvideopremiär[14]
- 25 juli 1997 - Nypremiär på bio[15]
- 19 november 1997 - Nypremiär på video
- 31 mars 2000 - Premiär på DVD
- 22 februari 2006 - Nypremiär på DVD
- 21 mars 2012 - Nypremiär på DVD samt premiär på Blu-ray
- 5 november 2014 - Nypremiär på DVD och Blu-ray[7]